# Benjamin Outram
Benjamin Outram (* 1. April 1764 in Alfreton in Derbyshire, England; † 22. Mai 1805 in London) war ein englischer Bauingenieur, Vermesser, Geschäftsmann und Industrieller. Er war Pionier beim Bau von Kanälen und Straßenbahnen.

## Leben
Er begann damit, dass er seinem Vater Joseph Outram half, der „Agriculturalist“ war, außerdem „Land-Agent“, daneben schlichtete er als „enclosure commissioner“ Streit, der durch die Enclosure-Movement-Gesetze entstand, dazu war er Berater für Bodenmanagement, Sachverständiger für neue Minen und Treuhänder für Mautstraßen.
Er starb 1805 bei einem Besuch in London an einem Schlaganfall.
Sein 1803 geborener Sohn James Ourtam war General in der Indischen Armee und stieg zum Knight und Baronet auf.

## Werk
Als William Jessop den Cromford-Kanal baute, war der 24-Jährige Outram sein fähiger Assistent.

### Kanal- und Eisenbahningenieur

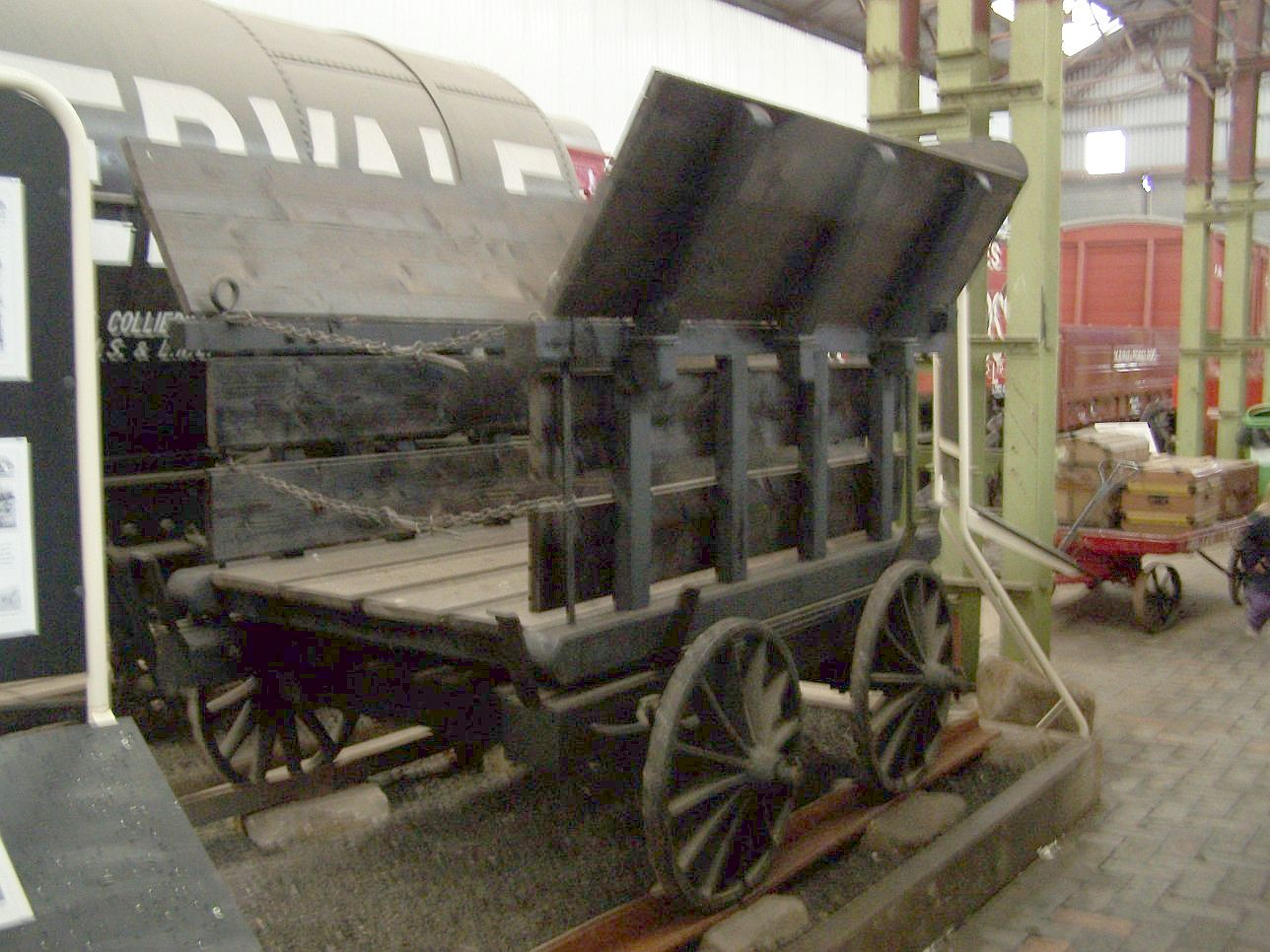
Replikat eines Waggons der Little Eaton Gangway

Die Eisenwarenfirma Benjamin Outram & Company begann 1790 mit einem Grundkapital von 6000 £ zu arbeiten. Im folgenden Jahr kamen William Jessop und John Wright, ein Bankier, als Partner dazu. Outram war der einzige aktive Partner, sein jüngerer Bruder Joseph war sein Assistent. Nach und nach kam ein Kalksteinbruch dazu, ein Kalkofen, ein Kohlebergwerk, und ein Eisensteintagebau.
Outram wurde führend beim Bau von Straßenbahnen (Tramways) mit L-förmigen Schienen, die in seinen Butterley-Werkstätten hergestellt wurden. Seine erste Bahnlinie war etwas über 1 Meile (1,6 km) lang und wurde gebaut, um Kalkstein von dem Steinbruch in Crich zur Bullbridge-Werft am Cromford-Kanal zu transportieren.
1792 war er Ingenieur des Nottingham Canal und 1793 des Derby Canal, während er hauptsächlich am Nutbrook Canal arbeitete.
Eines seiner Hauptwerke war der 13,4 m lange Holmes-Aquädukt (eine Trogbrücke) am Derby-Kanal, der im Februar 1796 als einer der ersten gusseisernen Aquädukte eröffnet wurde.

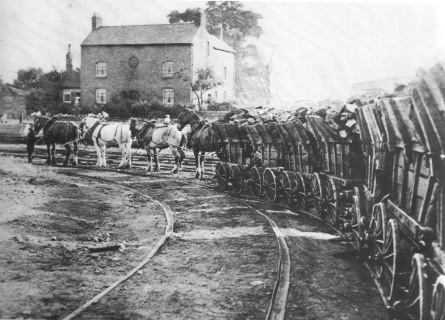
Die Little Eaton Gangway

Eine wichtige Erweiterung des Derby-Kanals war der Little Eaton Gangway, ein Zubringer für den Derby Canal, gebaut nach dem Vorbild desjenigen bei Crich. Solche pferdebetriebenen Bahnstrecken wurden ein wichtiger Teil seiner späteren Kanäle.
Ein allgemeines Missverständnis ist, dass das Wort „tramway“ aus einer Verkürzung von Outrams Nachnamen herkommt. Tatsächlich kommt es wohl von dem niederdeutschen Wort „tram“ (Holzbalken oder -schwelle). Outram sprach von Tramways immer als Eisenbahnen.
Outram war beratender Ingenieur beim Bau des Huddersfield Narrow Canal, der den neuartigen Standedge-Kanaltunnel einschloss. 1794 war er Ingenieur beim Peak Forest Canal, der den Marple-Aquädukt einschloss. Der Anstieg von Buxworth (Bugsworth) wurde von der 6 Meilen langen Peak Forest Tramway bewerkstelligt. Der Stodhart-Tunnel im Verlauf dieser Tramway wird für den ersten Eisenbahntunnel in Derbyshire gehalten. 1796 meldete er zusätzliche Kosten an, die gebraucht wurden, um den Bau des Manchester, Bolton and Bury Canal fertigzustellen. 1798 wurde er genommen, um das letzte Stück des Ashton Canal zu vervollständigen, welcher den Store Street Aqueduct einschloss, und war unter den ersten, die das Problem des Schrägbogens lösten.
Outram baute auch die Ticknall Tramway zum Ashby-de-la-Zouch Canal und wurde um Rat gefragt bei den Eisenbahnen für den Monmouthshire and Brecon Canal. Er sagte voraus, dass in ein paar Jahren Eisenbahnen die Haupttransportart würden. 1799 schrieb er, als er die Ashby-de-la-Zouch Canal-Eisenbahn mit vier Fuß und zwei Zoll Spurweite baute, „es scheint, dass viele Fässer und Pakete Wagen brauchen … breiter als die in Derby und Crich“ und „es wäre wünschenswert, wenn alle längeren Eisenbahnen dieselbe Breite hätten und wenn diese Breite ausreichend wäre, um alle Handelszwecke zu erfüllen“.
Sein plötzlicher Tod ohne Testament führte zu beträchtlicher Konfusion und Rechtsstreitigkeiten bei den geschäftlichen Angelegenheiten der Firma, und es dauerte bis 1815, bis diese mit seiner Frau und Familie geklärt waren. 1807 wurde die Benjamin Outram and Company in Butterley Company umbenannt.